# NeoTV
NeoTV（ネオ・テレビ）は、関西テレビ（関西ローカル）で1998年4月4日から2001年3月31日まで放送された深夜単発特別番組である。

## 主な企画
- 謎の処方箋 コントS錠使用上のご注意（第1回放送、放映時間が25:45 - 26:40）※事前番組
- 世紀末の研究室
- 夏のおでん（1999年7月31日放送）
- 野球狂のネタ
- 特別編・アーカイTV「仁鶴のおもろいで大阪」（2000年3月22日放送）
- ムエタイ王者に挑戦!〜超合筋・武田幸三〜（2000年5月13日放送）
- Theatre 3 LA VE EN ROSE〜立身出世劇場（2000年6月17日放送）
- わらいのニューウェーブ〜WEST SIDEがやって来た〜（2000年12月29日放送）
- リリバットアーミー15周年公演「虎をつれた女」（2001年2月24日放送）